# Jean-Nicolas Déry
Pour les articles homonymes, voir Déry.
Jean-Nicolas Déry est un comédien québécois, né le 24 avril 1982 à Montréal.

## Biographie
À 10 ans, il débute comme interviewer-chroniqueur à l'émission Bêtes pas Bêtes Plus, émission jeunesse diffusée sur les ondes de Radio-Canada. 
Après un diplôme d’études collégiales - Arts et lettres (Profil Cinéma) au Collège Saint-Hyacinthe, Jean-Nicolas Déry a obtenu un diplôme d’études professionnelles – en Réalisation cinématographique à l'École de Cinéma et de Télévision de Québec (ECTQ) et un certificat en scénarisation cinématographique à l'Université du Québec à Montréal (UQAM).
Il a poursuivi sa formation professionnelle auprès de l'Alliance québécoise des techniciens de l'image et du son (AQTIS) en effectuant une initiation au travail de technicien en film et en vidéo (AQTIS-101) en tant que troisième assistant à la réalisation (RÉAL-101). Il a aussi eu droit au coaching privé auprès du journaliste André Dufresne (Formation télévision, pause de voix et élocution) et a participé à un atelier du jeune acteur enr. (Formation télévision et cinéma - Niveau avancé).

## Filmographie
De 1995 jusqu'à 2008, il a participé comme comédien et narrateur aux émissions et films suivants :
- I'm Not There, de Todd Haynes, rôle de : (Ringo Starr), Thinman Production
- Minuit, le soir, Radio-Canada
- CA, Radio-Canada
- Enjeux, Radio-Canada
- Zone libre, Radio-Canada
- Possible worlds (long métrage), In Extremis Images
- Virginie, Radio-Canada
- Une grenade avec ça?, VRAK.TV
- Les Poupées russes, TVA
- Tribu.com, Production Sovimage
- Entr’Cadieux, JPL Productions
- Tom & Marie (téléfilm), TéléFiction
- Le Volcan tranquille, Radio-Canada
- Brigadiers scolaires, EDCOV – SAAQ
- Alexandre (Les Beaux dimanches), André Mayer prod
- Zap, Productions du Verseau
- Peter Pan (comédie musicale, Théâtre de Saint-Hyacinthe)

Il a produit les courts métrages suivants :
- Chat-botté, réalisateur, Projet UQAM
- Le Guitariste, réalisateur, Projet UQAM
- Rave Revolution, coréalisateur - Gagnant au Filmstock

Il fonde en 2009 la compagnie de production vidéo Rakfocus Productions, basée à Montréal.